# マミ様
瀬戸麻実（マミさま、1982年4月23日 - ）は、日本のタレント。東京都新橋出身。SDM所属。別名:瀬戸麻実、血液型B型、身長153cm。

## 人物
美容部員歴8年、元ゲラン関西空港免税店勤務。
美容師免許は取得していない。

## 出演
- 恋のから騒ぎ8期生（1回のみ出演）テーマ「私が絶対に許せない男の癖」（2001年4月14日）

### 雑誌
- VoCEweb「マミ様のおことば　21時のマミ様」（2019年5月23日～、講談社）[2]
- MAQUIAonline「マミ様のメイクアドバイス」（講談社）（2018年4月20日～、講談社）[3]